# اسپکنکیل (نیویورک)
اسپکنکیل (به انگلیسی: Spackenkill) یک منطقهٔ مسکونی در ایالات متحده آمریکا است که در شهرستان داچس، نیویورک واقع شده‌است. اسپکنکیل ۴٫۶ کیلومتر مربع مساحت و ۴٬۱۲۳ نفر جمعیت دارد و ۵۳٫۳۴ متر بالاتر از سطح دریا واقع شده‌است.